# Antoine Laurent de Jussieu
Antoine Laurent de Jussieu (Lyon, 12 april 1748 – Parijs, 17 september 1836) was een Frans botanicus.
Jussieu studeerde geneeskunde in Parijs waar hij in 1770 afstudeerde. Hij bekleedde van 1770 tot 1826 een leerstoel in de botanie aan de Koninklijke Plantentuin, later Jardin des Plantes van Parijs. Zijn zoon Adrien Henri Laurent de Jussieu (1797-1853) werd ook botanicus en volgde hem op in zijn leerstoel aan het Muséum national d'histoire naturelle. De botanici Antoine de Jussieu (1686-1758), Bernard de Jussieu (1699-1777) en Joseph de Jussieu (1704-1779) zijn zijn ooms. Zijn vader Christophe de Jussieu, de oudste broer van Antoine en Bernard, was apotheker maar ook hij heeft een botanische standaardafkorting (C. Juss.).

## Biografie
Antoine Laurent begon zijn opleiding in Lyon maar vervolgde zijn studie vanaf 1765 in Parijs toen zijn oom Bernard hem naar die stad liet komen. Hij studeerde in 1770 af op een these over de vergelijking van levensprocessen tussen planten en dieren. Louis-Guillaume le Monnier (1717-1799), de opvolger van zijn oom Antoine de Jussieu in de leerstoel "demonstrator van planten" aan de Koninklijke Plantentuin, en lijfarts van de koning, was van dat werk zo onder de indruk dat hij in hem een goede kandidaat zag om hem op te volgen in zijn leerstoel, waar hij zelf, door zijn drukke bezigheden aan het hof, geen tijd meer voor kon maken. Hij stelde Antoine Laurent voor aan de Buffon als opvolger, en die gaf zijn fiat voor de benoeming. In 1773 presenteerde Antoine Laurent zijn Examen de la famille des Renoncules (beschouwing over de Ranonkelfamilie) aan de Académie des Sciences, waarmee hij voldeed aan de eisen om als lid toegelaten te worden.
Hij bouwde voort op de ideeën van zijn oom Bernard, over de indeling van de planten volgens een systeem dat op de morfologie is gebaseerd. In 1774 verscheen zijn Exposition d'un nouvel ordre des plantes, adopté dans les démonstrations du Jardin royal [Uiteenzetting over een nieuwe indeling van de planten, toegepast in de demonstraties aan de Koninklijke Plantentuin] in de Mémoires de l'Académie des Sciences.

### Belangrijkste werk
Jussieu is het bekendst geworden door zijn Genera plantarum van 1789. Dit werk, gepubliceerd op 4 augustus 1789, is nu het officiële beginpunt voor de nomenclatuur van taxa boven de rang van geslacht. Het beginpunt van de botanische nomenclatuur is de publicatie, op 1 mei 1753, van Species plantarum van Carl Linnaeus, maar zijn classificatie in natuurlijke groepen ging niet hoger dan die van geslacht. Boven de rang van geslachten was Linnaeus' indeling gebaseerd op de aantallen meeldraden en stampers in de bloemen, een kunstmatige indeling, waarbij veel niet aan elkaar verwante planten samen in een groep werden geplaatst. Jussieus classificatie van planten vormde een natuurlijk systeem. Omdat zijn boek als beginpunt is aangewezen worden veel van de namen die hij aan families gaf vandaag de dag nog gebruikt. Jussieu gebruikt overigens niet de term "familie" maar "ordo naturalis" voor de groepen die wij nu als families kennen. Ook gebruikte hij nog niet de gestandaardiseerde uitgangen voor de Latijnse namen waarmee we nu de hogere taxa aanduiden. De familie Magnoliaceae bijvoorbeeld heette bij hem "Ordo Magnoliae".

### Belang van zijnGenera
Georges Cuvier was vol lof over Jussieus Genera plantarum en hij nam de door Antoine Laurent toegepaste methode over in de zoölogie. Jussieus methode werd enkele decennia later verfijnd en vervolgens geformaliseerd door Augustin Pyramus de Candolle. Pas met de introductie van de evolutietheorie veranderde de theoretische basis onder Jussieus werk. De fylogenie die toen zijn intrede deed, groepeerde organismen niet meer op grond van uiterlijke overeenkomsten maar op grond van afstamming, waarbij ook fossielen een belangrijke rol gingen spelen. Desondanks is een erg groot deel van de geslachten en families die Jussieu onderscheidde ook heden ten dage nog terug te vinden in de moderne classificaties.

### Latere carrière
Antoine Laurent werd in 1794 benoemd tot directeur van het nieuw opgerichte Muséum national d'histoire naturelle, gevestigd op dezelfde locatie als de plantentuin. Een van zijn eerste besluiten daar was om een bibliotheek tot stand te brengen. In 1804 bezette hij de leerstoel in de botanie aan de medische faculteit van de Universiteit van Parijs. Die post hield hij tot 1826 (hij was toen 80 jaar oud). In dat jaar deed hij ook afstand van zijn leerstoel aan de Jardin des Plantes, ten gunste van zijn zoon Adrien. In 1829 werd hij nog lid van de Royal Society in Londen.

### Huwelijk en kinderen
Antoine Laurent trouwde op 7 juni 1779 met Marie-Sophie Bellet (overleden 1783). Uit dit huwelijk werd een dochter geboren: Sophie-Geneviève (1780-1840).
Hij huwde voor de tweede keer op 19 september 1791, met Thérèse Adrienne de Boisneuf (1767-1857). Zij kregen een dochter, Antoinette Thérèse Amélie (geboren 1794), en een zoon, Adrien Henri Laurent (1797-1853).

## Werken
- An aeconomiam animalem inter et vegetalem analogiae of Comparaison de la structure et des fonctions des organes végétaux avec les phénomènes de la vie animale (These die hij verdedigde voor de faculteit der geneeskunde van Parijs), Parijs, 1770. [Vergelijking van structuur en functie van organen van planten met de levensprocessen van dieren].
- Mémoire sur la famille des renonculacées in: Histoire de l'Académie Royale des Sciences, Parijs, 1773. Biodiversity Heritage Library en Google Books.
- Exposition d'un nouvel ordre des plantes, adopté dans les démonstrations du Jardin royal in: Histoire de l'Académie Royale des Sciences, Parijs, 1774. [Uiteenzetting over een nieuwe indeling van de planten, toegepast in de demonstraties aan de Koninklijke Plantentuin]. Biodiversity Heritage Libray en Google Books.
- Genera Plantarum, secundum ordines naturales disposita juxta methodum in Horto Regio Parisiensi exaratam, anno MDCCLXXIV. Parijs, 1789. [Geslachten der planten, ingedeeld in natuurlijke ordes volgens de methode zoals die in de Koninklijke Tuin van Parijs in het jaar 1774 is opgetekend]. Biodiversity Heritage Library en Real Jardín Botánico, Madrid.
- Notice Historique sur le Museum d’Histoire Naturelle. in: Annales du Museum d’Histoire Naturelle, Parijs, 1802–1808:
  - Deel 1: Band 1, 1802, 1–14.
  - Deel 2: Band 2, 1803, 1–16.
  - Deel 3: Band 3, 1804, 1–17.
  - Deel 4: Band 4, 1804, 1–19.
  - Deel 5: Band 6, 1805, 1–20.
  - Deel 6: Band 11, 1808, 1–41.

## Eponiemie
In de familie Malpighiaceae is een aantal soorten naar hem vernoemd:
- Casimira jussieuana Nied.
- Heteropterys jussieui Hook.f.
- Hiraea jussieuana Miq.
- Peixotoa jussieuana A.Juss.

- Bibliothèque nationale de France: cb12423918t (data)
- Author citation (botany): Juss.
- Gemeinsame Normdatei: 119273624
- International Standard Name Identifier: 0000 0001 2145 5803
- Library of Congress Control Number: n86825388
- Nationale bibliotheek van Australië: 35739579
- Nationale Bibliotheek van Israël: 987007263471905171
- Nationale Bibliotheek van Polen: a0000001756456
- Nederlandse Thesaurus van Auteursnamen: 142068136
- SNAC: w6kw5kj5
- Système universitaire de documentation: 033366144
- Museum of New Zealand Te Papa Tongarewa: 51064
- Trove: 1065465
- Virtual International Authority File: 100972099
- WorldCat: E39PBJdWJkWmMJ4vVgGGhrV3cP